# Hidroelektrarna Beljak
Hidroelektrarna Beljak (izvirno nemško Kraftwerk Villach) je ena izmed hidroelektrarn v Avstriji; leži na reki Dravi. Spada pod podjetje Verbund Austrian Hydro Power.

## Zgodovina
Hidroelektrarno so začeli graditi leta 1981. Gradnja je bila končana leta 1984. 
Moč elektrarne je 24,6 MW in na leto proizvede 100,0 milijona kWh.